# دائرة سيدي بنور
دائرة سيدي بنور هي إحدى دوائر إقليم سيدي بنور، التابع لجهة الدار البيضاء سطات، المملكة المغربية. وبلغ عدد سكان هذه الدائرة 247.372 فرداً سنة 2004 حسب الإحصاء الرسمي للسكان والسكنى. يتبع للدائرة 18 جماعة قروية، 40 مشيخة و 556 دوارا.

## التقسيمات الإداريّة
تعتبر دائرة سيدي بنور إحدى الدائرتين المشكّلتين لإقليم سيدي بنور، إذ ينقسم هذا الأخير إلى دائرتين هما: دائرة سيدي بنور و دائرة الزمامرة.